# De zaak Luc Raak
De zaak Luc Raak is het 34ste stripverhaal van De Kiekeboes. De reeks wordt getekend door striptekenaar Merho. Het album verscheen in 1986.

## Verhaal
Een oud-collega van Kiekeboe, Luc Raak, sterft in een stationscafé. Hij had blijkbaar afgesproken met ene Frank Kzerokz om iets kostbaars te verkopen. Als Lucs vrouw bij Charlotte langskomt om over de zaak te praten hoort Charlotte ook van de kwestie. Als ze het Kiekeboe vertelt blijkt dat Luc al meer dan een jaar niet meer op Kiekeboes kantoor werkt, iets waar Lucs vrouw niet van op de hoogte was. Na een poos blijkt dat Kzerokz van Raak een stukje uit een film van Laurel en Hardy bleek te bezitten, wat Kiekeboe op het spoor brengt van een bizarre zaak.

## Achtergronden bij dit verhaal
In het 50ste Kiekeboe-album Afgelast wegens ziekte wordt een alternatief einde voor dit verhaal getoond waarin Fanny trouwt met Stan Punt.

## Andere talen
Dit stripalbum verscheen ook in vertaling in andere talen:
- in het Frans (Fanny et Cie): Le cas Luc As
- in het Engels (Jo and Co): The Harry Golucky affair